# Коротконосый крылан Хорсфилда
Коротконосый крылан Хорсфилда (Cynopterus horsfieldii) — вид крыланов, обитающий в Юго-Восточной Азии. Назван в честь Томаса Хорсфилда, американского натуралиста, который подарил типовой экземпляр Британскому музею.

## Внешний вид и строение
Коротконосый крылан Хорсфилда — крылан средних размеров, где-то между летучими лисицами и карликовыми крыланами. Взрослые особи весят от 55 до 60 граммов, мех от светло-серого до коричневого цвета с красновато-коричневой или оранжевой мантией вокруг плеч. У некоторых самцов мантия простирается до груди, а мех часто более яркого цвета, чем у самок. Края ушей и кожа, покрывающая пястные кости и фаланги крыла, белые. У молодых особей более мягкий рисунок шерсти с равномерно тусклым желтым или серым мехом.
У этого крылана короткая широкая морда, оканчивающаяся парой почти трубчатых ноздрей. И глаза, и уши большие, хотя последние имеют более простое строение, чем у большинства других летучих мышей, и не имеют козелков. Крылья широкие с высокой удельной нагрузкой на крыло, что характерно для многих крыланов и указывает на относительно низкую скорость полета и умеренную маневренность.

## Распространение и среда обитания
Коротконосый крылан Хорсфилда встречается в Таиланде, Индонезии, Малайзии и Брунее. В этом регионе он населяет широкий спектр низинных биотопов, от густых влажных тропических лесов до сельскохозяйственных земель и пригородных садов.
Признано 4 подвида:
- C. h. harpax — Таиланд, полуостров Малакка, Суматра
- C. h. horsfieldii — Ява и острова к востоку от Сумбавы
- C. h. persimilis — Калимантан
- C. h. princeps — Ниас

## Биология и поведение
Кормятся плодами фикусов-душителей, элеокарпусов и Payena, а также цветами паркии красивой. Сообщается, что они срывают плоды с деревьев и несут их на места для кормления. В засушливый сезон, когда фруктов не хватает, они питаются пыльцой, которую получают с самых разных растений.
Они живут небольшими группами, состоящими из одного взрослого самца и до пяти самок и их детенышей. Хотя эти группы существуют круглый год, отдельные самки часто перемещаются между разными группами и могут проводить некоторое время в одиночестве между уходом из одной группы и присоединением к другой. Они днюют на деревьях и в устьях пещер, как сообщается, предпочитая банановые «деревья». Они часто видоизменяют свои места для ночевок, сооружая «палатки» из листьев, частично подгрызая их, чтобы получилась перевернутая буква «V».
Размножаются круглый год, но чаще всего рожают два раза в году, с февраля по март и с июля по август. Сообщается, что они живут не менее 31 месяца.